# Boğazkale
Boğazkale ("Fortaleza del desfiladero", Bogazkale) es una localidad de Asia Menor de la provincia de Çorum, en la región del Mar Negro de Turquía, situada a 87 kilómetros de la ciudad de Çorum. Es la sede del distrito de Boğazkale. Su población es de 2477 habitantes (2023).
Anteriormente conocida como Boğazköy ("Pueblo del desfiladero"), Boghaz Keui o Boghazköy, esta pequeña ciudad (básicamente una calle de tiendas) se asienta en una zona rural en la carretera de Çorum a Yozgat. La ciudad consta de 4 barrios: Yekbas, Çarşı, Hattusas e Hisar.
Boğazkale es el emplazamiento de la antigua ciudad hitita de Hattusa y su santuario Yazılıkaya. Hattusa fue la capital del Imperio hitita, que se desarrolló en el II milenio a. C. Toda la zona, que también conserva otros restos hititas, constituye el Parque Nacional de Boğazkale. Debido a su rico patrimonio histórico y arquitectónico, la ciudad es miembro de la Asociación Europea de Ciudades y Regiones Históricas (AECRH), con sede en Norwich.

## Galería
|                      |
| Cartel de Boğazkale. |

|                               |
| Sarıkale "Castillo Amarillo". |

|  |
|  |

|                                                                |
| Relieve del santuario hitita de Yazilikaya, cerca de Boğazkale |